# 加利卡诺-内尔拉齐奥

加利卡諾內拉齊奧在羅馬首都廣域市的位置

加利卡諾內拉齊奧（義大利語：Gallicano nel Lazio）是義大利拉齊奧大區羅馬首都廣域市的一個市鎮，面積約26平方公里（km²），人口約5,179人（截至2004年）。

## 友好城市
- 法國 聖康坦-法拉維耶

## 外部連結
- 官方网站